# Altajbacksippa
Altajbacksippa (Pulsatilla ambigua) är en växtart i släktet pulsatillor och familjen ranunkelväxter. Den beskrevs av Porphir Kiril Nicolai Stepanowitsch Turczaninow, och fick sitt nu gällande namn av Juzepczuk.